# Plovdiv
Plovdiv (bulgariska: Пловдив, under antiken Filippopolis) är Bulgariens näst största stad med 345 213 invånare (2017). Staden, som har industrier inom ett flertal olika branscher, är belägen vid floden Maritsa, cirka 130 km öster om huvudstaden Sofia, 15 km nord om Rodopi (bergskedja i Bulgarien) samt 50 km söder om Balkanbergen. Plovdiv har förbindelse med järnväg till Sofia och ligger även vid den viktiga motorvägen mellan Sofia och gränsen till Turkiet. Plovdiv utsågs till europeisk kulturhuvudstad 2019.

## Historia
Området, där Plovdiv idag är beläget, har en historia som sträcker sig 6 000 år tillbaka i tiden, även om staden i sig inte är så gammal. Staden hette Eumolpia då den 342 f.Kr. erövrades av Filip II av Makedonien som döpte om den till Philippopolis (Filips stad på grekiska). Den blev senare en självständig thrakisk stad, då under namnet Pulpudeva innan den blev en del av Romarriket och huvudstad i Thrakien. Romarna kallade staden Thrimontium (Tre berg) på grund av att det runt staden fanns tre kullar. Från början fanns där sju s.k. kullar men de flesta är numera bebyggda och kan vara svåra att urskilja.
Slaverna erövrade staden på 500-talet innan bulgarerna tog över år 815. Namnet Plovdiv fick den under 1400-talet.
Under 1800-talet, när Bulgarien styrdes av det osmanska riket, leddes den bulgariska självständighetskampen från Plovdiv. När staden blev fri från osmanerna efter slaget vid Plovdiv 1878, blev den inte en del av furstendömet Bulgarien utan var istället huvudstad i det osmanska Östrumelien fram till 1885, då den blev en del av Bulgarien.

## Utgrävningar
Plovdivs centrum ligger över den antika staden Philoppolis och gågatan följer stadens stadion som delvis har grävts ut.
Philippopolis stadion upptäcktes år 1923 och har grävts ut vid flera tillfällen. Den norra delen av den 240 meter långa arenan gjordes  tillgänglig från Dzhumayatorget år 1976 och andra delar ligger täckta av glas under affärer på gågatan. Fler detaljer friläggs successivt i samband med renoveringar.

## Klimat
Uppmätta normala temperaturer och -nederbörd i Plovdiv:
|                                            | Jan  | Feb  | Mar | Apr  | Maj  | Jun  | Jul  | Aug  | Sep  | Okt  | Nov  | Dec  |
| ------------------------------------------ | ---- | ---- | --- | ---- | ---- | ---- | ---- | ---- | ---- | ---- | ---- | ---- |
| Normaldygnets maximitemperaturs medelvärde | 5,4  | 8,3  | 13  | 18,4 | 23,7 | 28,0 | 30,6 | 30,2 | 26,0 | 19,4 | 11,9 | 6,6  |
| Normaldygnets minimitemperaturs medelvärde | −3,0 | −1,4 | 1,8 | 6,2  | 11,0 | 15,0 | 17,0 | 16,5 | 12,6 | 7,6  | 2,6  | −1,3 |
|                                            |      |      |     |      |      |      |      |      |      |      |      |      |
| Nederbörd                                  | 27   | 34   | 37  | 41   | 77   | 57   | 39   | 43   | 35   | 37   | 36   | 39   |

| Diagram | temperaturer i °C • månadsnederbörd i mm | temperaturer i °C • månadsnederbörd i mm | temperaturer i °C • månadsnederbörd i mm | temperaturer i °C • månadsnederbörd i mm | temperaturer i °C • månadsnederbörd i mm | temperaturer i °C • månadsnederbörd i mm | temperaturer i °C • månadsnederbörd i mm | temperaturer i °C • månadsnederbörd i mm | temperaturer i °C • månadsnederbörd i mm | temperaturer i °C • månadsnederbörd i mm | temperaturer i °C • månadsnederbörd i mm | temperaturer i °C • månadsnederbörd i mm |
|         | 27 5 -3                                  | 34 8 -1                                  | 37 13 2                                  | 41 18 6                                  | 77 24 11                                 | 57 28 15                                 | 39 31 17                                 | 43 30 17                                 | 35 26 13                                 | 37 19 8                                  | 36 12 3                                  | 39 7 -1                                  |

## Sport
Volleybollklubben VK Maritsa kommer från staden. Dess damlag har vunnit både bulgariska mästerskapet och bulgariska cupen flera gånger.

## Bilder

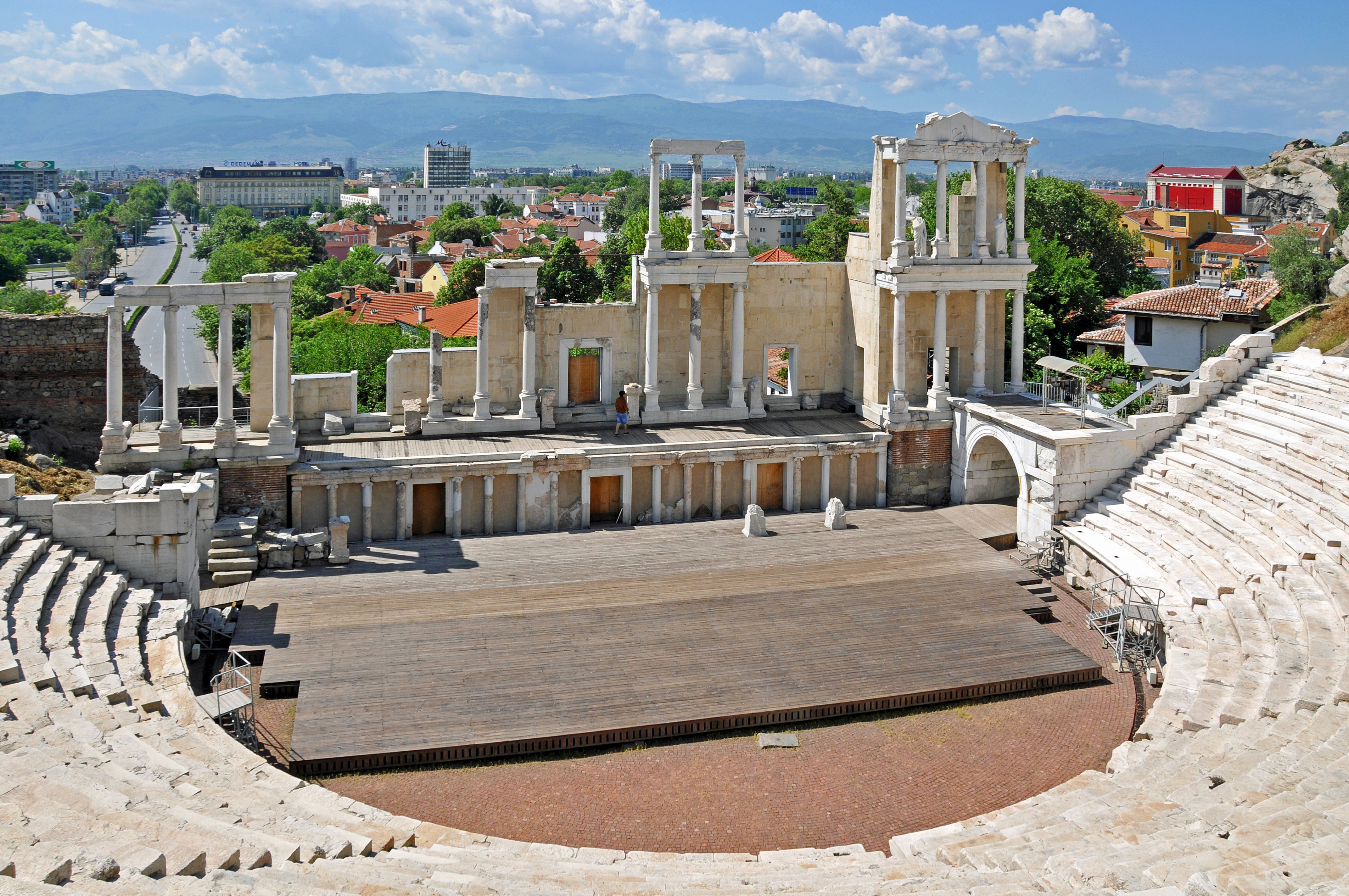
Resterna av den antika teatern.
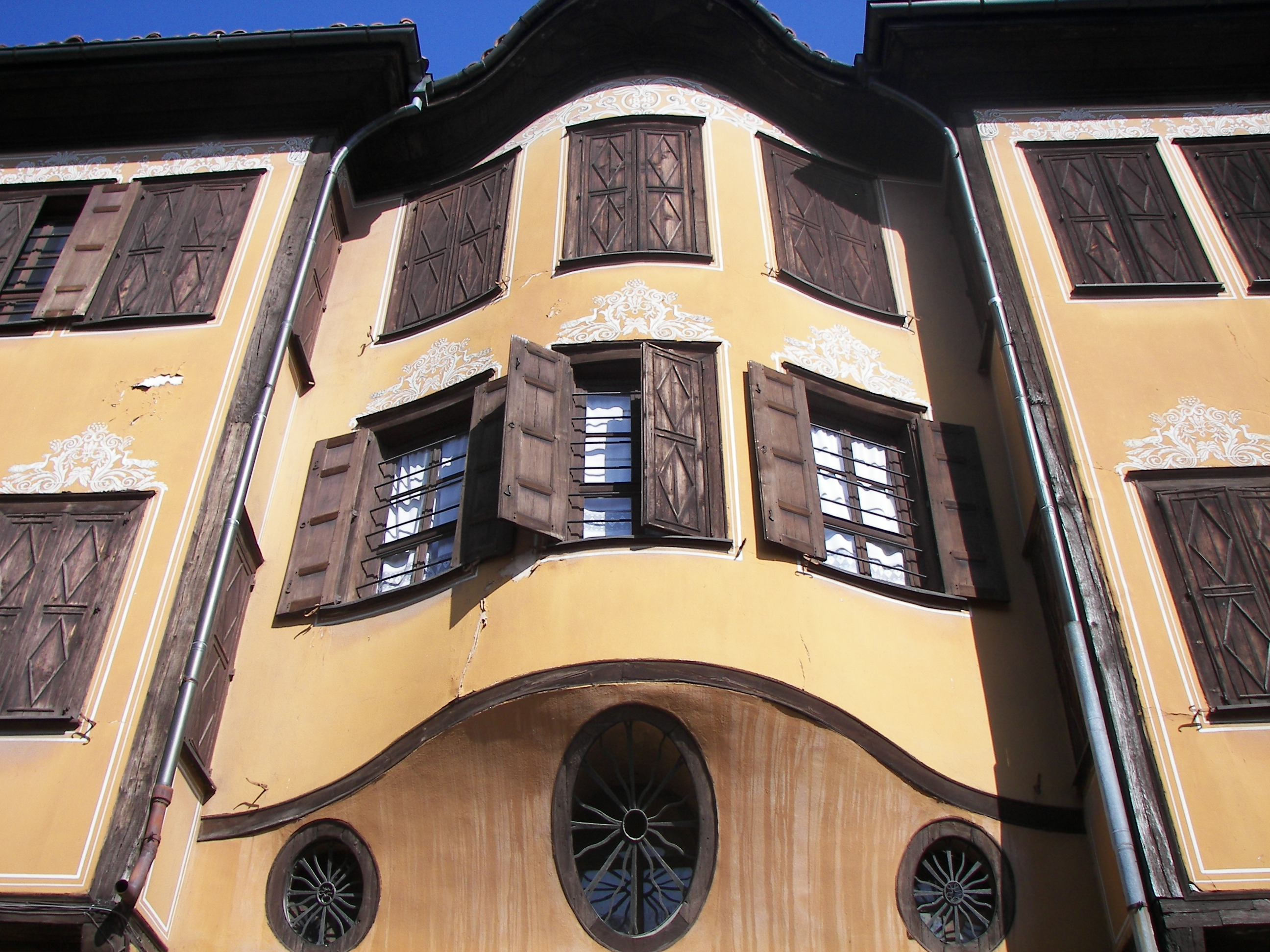
Georgiadi-huset.
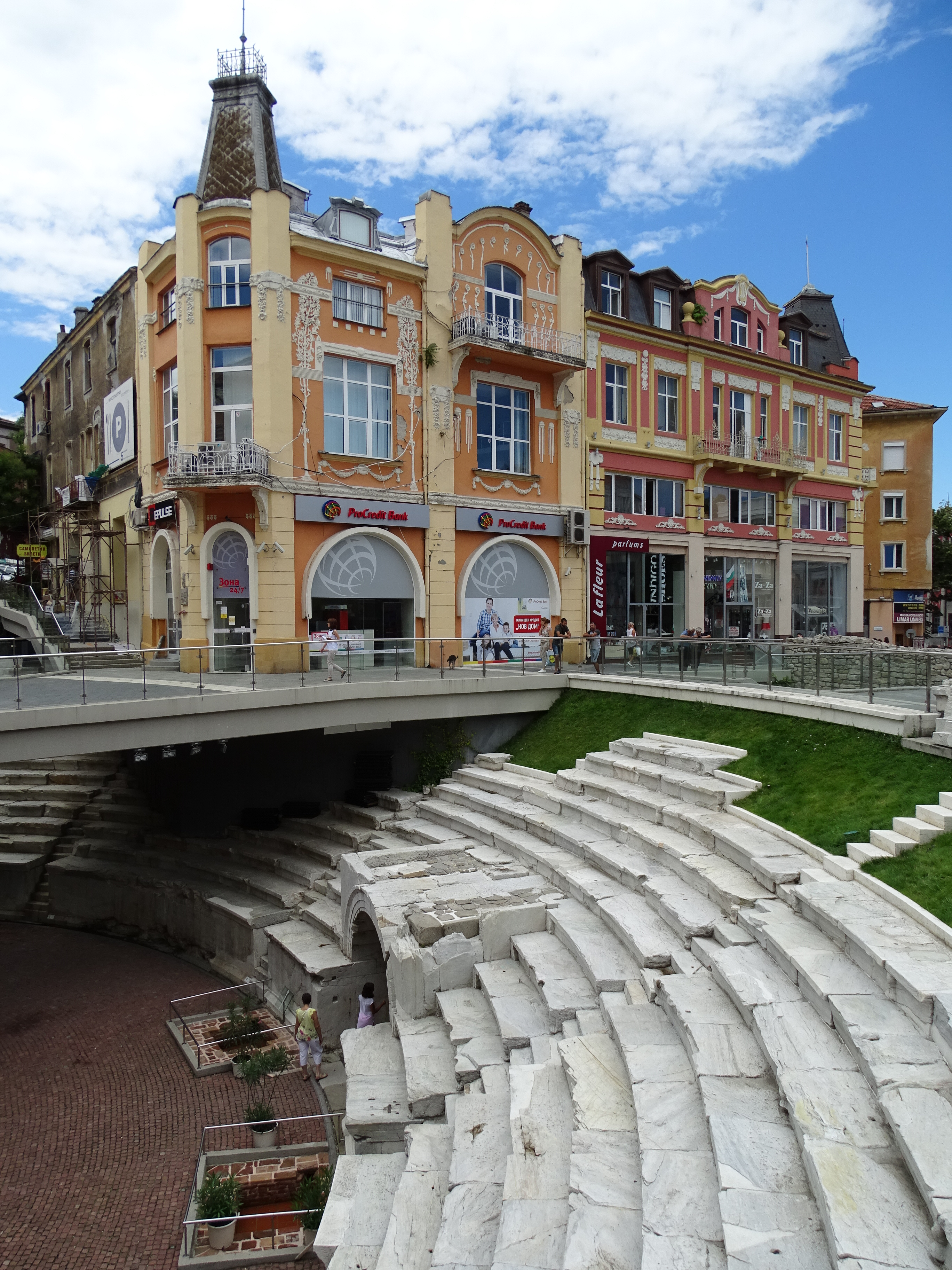
Rester av ett romerskt stadion under gågatan.